# Leśniczówka Potoczek
Leśniczówka Potoczek – osada leśna wsi Okół w Polsce, położona w województwie świętokrzyskim, w powiecie ostrowieckim, w gminie Bałtów.
W latach 1975–1998 osada administracyjnie należała do województwa kieleckiego.
Wierni Kościoła rzymskokatolickiego należą do parafii św. Teresy od Dzieciątka Jezus w Pętkowicach.